# Cabela’s 4x4 Off-Road Adventure
Cabela’s 4x4 Off-Road Adventure (с англ. — «Внедорожное приключение 4x4 от Cabela’s») — компьютерная игра, разработанная FUN Labs по заказу Activision и выпущенная под брендом товаров для активного отдыха Cabela’s. Представляет собой аркадный симулятор внедорожника, в котором нет гонок и других движущихся автомобилей, а единственная цель игрока — благополучно добираться до определённых координат по пересечённой местности. Релиз игры состоялся в 2001 году для PC-совместимых компьютеров под управлением операционной системы Windows. Игровой процесс рассчитан на медленную езду и делится на шесть режимов, отличающихся уровнем сложности и способом достижения конечных координат. В некоторых ситуациях для продвижения по уровню игрок должен использовать запчасти для автомобиля, лебёдку и канистры с бензином. Игра имеет систему повреждений: можно повредить как некоторые элементы автомобиля, так и всю машину в целом.
Игра стала первым продуктом в истории FUN Labs, причём разработана она была всего за четыре месяца. Игрок имеет возможность выбора внедорожника из ряда моделей. Все они имеют вымышленные названия, однако визуально напоминают существующие модели, и доступна возможность их переименования. Критики в основном оценили игру прохладно, выделяя слабую графическую часть, недоработанный физический движок, несбалансированность игрового процесса и нелогичность системы разблокировки уровней, хотя мнения критиков разделились в оценке разных сторон данных аспектов. Тем не менее, рецензенты согласились, что в этой игре достойно реализована модель загрязнения кузова автомобилей, а также в том, что идея симулятора на момент его выхода была достаточно свежей и игра получилась достойной в свете малого числа конкурирующих продуктов.

## Игровой процесс
| Системные требования    | Системные требования                             | Системные требования                             |
| ----------------------- | ------------------------------------------------ | ------------------------------------------------ |
|                         | Минимальные                                      | Рекомендуемые                                    |
| Windows                 |                                                  |                                                  |
| ОС                      | Windows XP/ME/2000/98                            | Windows XP/ME/2000/98                            |
| ЦПУ                     | Pentium 166 MHz                                  | Pentium 166 MHz                                  |
| Объём ОЗУ               | 32 MB                                            | 32 MB                                            |
| Место на диске          | 150 MB                                           | 150 MB                                           |
| Информационный носитель | CD                                               | CD                                               |
| Видеокарта              | минимум 4 MB видеопамяти, с поддержкой DirectX 8 | минимум 4 MB видеопамяти, с поддержкой DirectX 8 |
| Звуковая плата          | DirectX-совместимая                              | DirectX-совместимая                              |
| Устройства ввода        | клавиатура, компьютерная мышь                    | клавиатура, компьютерная мышь                    |

В отличие от традиционных автомобильных игр, в Cabela’s 4x4 Off-Road Adventure целью является не опережение соперников, а достижение заданных координат в условиях пересечённой местности. Игрок управляет автомобилем один: соперники, элемент гонки и ограничение по времени отсутствуют. При этом игроку нужно не стараться ехать быстро, а следить за такими показателями, как топливо, давление масла и температура двигателя. Несмотря на то, что игра выполнена в аркадном стиле, упор в ней сделан на реалистичные ситуации, в которые может попасть водитель внедорожника. На каждом уровне игрок оказывается в жёстких природных условиях: это могут быть сухие устья рек, пустыни, горы, болота, ледяной наст и другие препятствия. Кроме того, различные части автомобиля могут выходить из строя — как от полученных в ходе игры повреждений, так и от износа. К примеру, у автомобиля может повредиться ось, протечь радиатор или сломаться фара. Для того, чтобы избежать повреждений автомобиля, игрок имеет возможность пользоваться такими предметами игрового инвентаря, как запасные канистры с топливом, дополнительное освещение, лебёдка и прочие. Лебёдку игрок может использовать, чтобы выбраться из гравия и прочих мест, в которых автомобиль буксует. Дополнительные детали для автомобилей разблокируются по мере прохождения игры. Если какой-либо автомобиль полностью приходит в негодность во время игры, игрок больше не сможет его использовать, если только не начнёт всю игру заново. Руководство к игре ограничивается управлением и не даёт никаких подсказок и даже описаний моделей внедорожников, в связи с чем самостоятельно разобраться в игровом процессе можно только путём проб и ошибок.
Перед заездом имеется возможность выбрать одну из представленных моделей внедорожников, а также произвести покраску и тюнинг по своему усмотрению. Так, игрок может настраивать подвеску (в том числе установить активную), шины, коробку передач и её передаточное число. Геймплей делится на шесть режимов, отличающихся уровнем сложности и способами достижения конечной точки маршрута. Часть уровней открывается только после завершения предыдущих. В режиме Skill от игрока требуется лишь добраться до определённых координат, отмеченных на карте. Режим Navigation требует от игрока использовать компас для нахождения точки назначения. В режиме Explore необходимо преодолевать значительно более длинные расстояния, используя компас для достижения шести навигационных буёв по очереди. Режим Discovery осложняет ситуацию полным отсутствием навигационных приборов — игрок должен ориентироваться по местности и отыскивать людей, затерявшихся в глуши. В режиме Endurance все уровни необходимо завершить на одном и том же автомобиле. По завершении каждого уровня можно пополнять запасы снаряжения, но возможность сменить автомобиль заблокирована, что вынуждает следить за его состоянием особенно усердно. По завершении всех основных уровней режима Endurance открывается доступ к секретному уровню, и только завершение этого уровня даёт доступ к режиму Freedom. В этом, последнем, режиме игрок свободен выбирать любые модели внедорожников, времена года, время суток, погоду и уровни, а также самостоятельно задавать начало и конец маршрута на карте.

## Разработка и выход
Cabela’s 4x4 Off-Road Adventure стала первой компьютерной игрой румынской студии FUN Labs и была создана под руководством Эдриана Филиппини по заказу Activision за рекордно короткий срок в четыре месяца. По заявлению Филиппини, игра рассчитана на медленный геймплей и в ней не придётся пользоваться скоростями, отличными от первой и второй. Поскольку разработчикам не выделили достаточно крупного бюджета на разработку, ни один из автомобилей в игре не имеет реального названия в связи с отсутствием соответствующих лицензий. По этой причине в игру добавили возможность переименовывать автомобили на своё усмотрение, что включает в себя возможность назвать их в честь реальных прототипов. Румынскому игровому журналу Level разработчики предоставили возможность оценить игру ещё тогда, когда дата релиза не была обнародована. В итоге общемировой релиз игры состоялся в феврале 2001 года.

## Отзывы
В отличие от 4x4 Evolution, выпущенной G.O.D., где упор сделан на веселье, а не реализм, а также представлен кросс-платформенный мультиплеер на восемь игроков, Cabela’s 4x4 Off-Road Adventure — это безлюдный симулятор с утомительным геймплеем и техническими проблемами, которые портят то, что в ином случае могло бы стать увлекательной игрой про бездорожье.
—PC Gamer (US)
| Иноязычные издания    | Иноязычные издания |
| Издание               | Оценка             |
| --------------------- | ------------------ |
| AllGame               | [ 8 ]              |
| IGN                   | 6/10               |
| PC Gamer (US)         | 53 %               |
| Level (Румыния)       | 87 %               |
| Русскоязычные издания |                    |
| Издание               | Оценка             |
| Absolute Games        | 60 %               |
| Game.EXE              | 0,4/5              |
| «Игромания»           | 3,5/10             |
| «НИМ»                 | 6,0/10             |

Большинство критиков оценили игру невысоко, хотя и усматривают в ней ряд достоинств (как обобщает один из рецензентов, «одни орут „давить!“, а другие приговаривают „руль!“»). Так, Скотт Стайнберг с IGN и Энтони Бэйз с Allgame положительно отзываются о богатой выборке представленных автомобилей, равно как и о возможности их покраски и комплектации различными запчастями. Стайнбергу нравилась и сама возможность «оседлать» внедорожник, учитывая небогатый выбор подобных игр в то время. По его мнению, продукт стоит своих денег в большей степени, чем другие современные ему игры об автомобилях, учитывая количество внутриигрового контента. Стайнберг называет Off-Road Adventure в некоторой степени уникальной, во-первых, поскольку это первая компьютерная игра компании Activision без элемента жестокости, а во-вторых, поскольку на момент выхода это был единственный симулятор вождения с настолько высоким вниманием к реализму. Критик подмечает, что этим создатели лишили игру шансов выйти на массовый рынок, но сделали её привлекательной для соответствующей ниши игроков. С одной стороны, он констатирует «среднюю» графику, изматывающую игровую механику и недостаток инструкций для игрока, с другой же — называет игру «креативной попыткой воссоздать атмосферу острых ощущений на природе в экстремальных условиях» и видит потенциал для возможных сиквелов. В русском журнале «Навигатор игрового мира» игру назвали самым реалистичным автосимулятором в мире, а Александр Вершинин в журнале Game.EXE характеризует продукт студии FUN Labs как «жёсткое автопорно», «симулятор заблудившегося грибника», а также «клон MS Flight Simulator на земле, на джиповую тему
и в безобразном исполнении».
Критик с никнеймом sano с Absolute Games, несмотря на недостатки игры, признаёт, что она является достаточно оригинальным, свежим продуктом, предлагающим игроку настоящее испытание. Редактор журнала «Игромания» Антон Логвинов, заявив, что игра представляет собой «очередные гонки на внедорожниках», тут же поправляется: «Cabela’s 4x4 — это не гонки, а своеобразный триал на джипах». О Cabela’s 4x4 Off-Road Adventure он высказался очень отрицательно — «такие игры не ждут», а также отметил её медленную работу на разрешениях экрана начиная с 800 × 600; аналогичную проблему констатировал и Юрий Гладкий из журнала «Шпиль!». Впрочем, последний критик отзывается об игре как об одном из наиболее реалистичных симуляторов внедорожников, который понравится любителям жанра, для которых графика не играет решающей роли. Марк Зальцман в американском издании журнала PC Gamer пишет, что игра «получилась одновременно утомительной и сложной, и это плохое сочетание». Кроме того, на взгляд критика, игра также оказалась «пустой и безжизненной», учитывая отсутствие мультиплеера, компьютерных соперников и даже фауны.

### Геймплей
Антон Логвинов пишет, что Cabela’s 4x4 Off-Road Adventure в некоторой степени является продолжателем идей Screamer 4x4. При этом рецензент с Absolute Games убеждён, что она значительно уступает своему предшественнику и больше понравится тем, кто ещё в него не играл. Стайнберг пишет, что в игре есть достаточно стимулов для повторного прохождения, но считает, что продукту пошёл бы на пользу хотя бы базовый элемент мультиплеера, а также отрицательно оценивает практически полное отсутствие руководства к игре: «учитывая, что во вкладыше всего две страницы, будет чудо, если игрок хотя бы разберётся, как заставить игру работать». С другой стороны, Энтони Бэйз пишет, что подсказок внутри самой игры вполне достаточно для того, чтобы игрок понял, что от него требуется в каждом режиме. Бэйз, однако, считает, что игровой процесс является достаточно непоследовательным: одни уровни невероятно простые, в то время как другие — чрезмерно сложные. Несмотря на то, что по мере прохождения уровней разблокируются запчасти для следующих режимов, критик пишет, что завершить все уровни в одном режиме невероятно трудно. Кроме того, по словам Бэйза, разблокировка некоторых запчастей лишена всякого смысла: к примеру, зимние шины разблокируются только после прохождения единственного в игре зимнего уровня. Стайнберг пишет, что «упорство будет вознаграждено», и подчёркивает, что полуреалистичная модель игры действительно делает её интересной и оригинальной, поскольку игроку нужно догадываться, как успешно проделать путь в суровых природных условиях. По мнению же Бэйза, перепроходить Cabela’s 4x4 Off-Road Adventure захотят только фанатики, и то только ради разблокировки всех возможных предметов.
Антон Логвинов пишет, что геймплей игры «нулевой», а физика «застряла где-то между реализмом и аркадой, причём золотой середины не наблюдается». Единственная часть геймплея, удостоившаяся хотя бы слова «неплохая» от Логвинова — это модель повреждений автомобилей, но sano с Absolute Games считает, что «довольно гнилая физика поведения авто не соответствует симуляторным замашкам модели получения увечий». В частности, он пишет, что автомобиль в ряде случаев может легко заехать в труднодоступные места, а в других — отказаться проехать по лёгкой местности. К недостаткам физического движка игры рецензент относит также чрезмерную «тягу» внедорожников к переворотам, неконтролируемое качение машин по склонам с задним ускорением, а также замедленную реакцию авто на руль. Другие претензии рецензента связаны с практически неотличимым поведением разных моделей внедорожников, а также «навязчивой и необоснованной» иерархией игровых режимов. Впрочем, рецензент хвалит разработчиков за сбалансированность локаций. Юрий Гладкий посчитал лебёдку достаточно интересным ноу-хау игры. Он также положительно характеризует возможность «обкатать природные прелести» на внедорожниках, но выражает озабоченность тем, что сделать это возможно лишь на «по-детски» низких скоростях, что особенно усугубляется, если игрок повредил автомобиль. Марк Зальцман также констатирует, что из-за получаемых в ходе повреждений автомобиль придётся менять достаточно часто. Зальцман нашёл в игре и проблемы с управлением: на его взгляд, автомобилями сложно управлять, причём даже при помощи руля или геймпада, а ключевые команды, такие как переключение передачи, выполняются с задержкой.
Но не судите машину по покрышкам. Погрузитесь глубже в недры этого продукта, и вы заметите по-настоящему творческий подход к аутентичным приключениям на природе в экстремальных условиях. Не говоря уже о том, что игра представляет намного бо́льшую ценность, чем другие автомобильно-ориентированные игры за те же деньги.
—IGN

### Графика и звук
В графическом аспекте Cabela’s 4x4 Off-Road Adventure Стайнберг выделяет «приятные погодные эффекты, разрушаемые автомобили и весьма убедительный эффект брызг», но констатирует также низкое качество ландшафта вблизи. «Декорации в игре выполнены на троечку», — пишет критик. Бэйз, напротив, оценил графику выше всех остальных аспектов игры. Он пишет, что текстуры автомобилей и «трасс» выглядят захватывающе, а все автомобили превосходно детализированы. Впрочем, Бэйз обращает внимание и на то обстоятельство, что части автомобилей иногда «проваливаются» в текстуры, такие как скалы и другие части ландшафта. Марк Зальцман также считает, что продукт Activision демонстрирует «реалистичный ландшафт, воду и погодные эффекты», при этом он положительно выделяет то обстоятельство, что игра поддерживает разрешения экрана вплоть до 1280 × 1024, а все объекты реализованы в трёхмерной графике. Критик, впрочем, пишет, что игровые фоны выглядят скверно, поскольку выполнены в 2D. Рецензент Absolute Games в отношении внедорожников пишет, что их «внешнее исполнение более чем посредственно». На отрицательной оценке графического исполнения автомобилей критик не останавливается и так же отрицательно комментирует слабую детализацию растений, статичное небо и «мёртвую» воду.
Антон Логвинов высказался о графике игры сугубо отрицательно: «графика — лучше не видеть, особенно модели джипов и ландшафты». Логвинов отрицательно характеризует и использование вокселов в ландшафтах, а также визуальную реализацию модели повреждений (в этом с ним соглашаются и в «Навигаторе игрового мира»), однако пишет, что в игре очень натурально реализовано загрязнение кузова. По части реализации загрязнения кузова с ним солидарен и Клауде из румынского игрового журнала Level: «после пары кругов по грязи свою машину вы больше не узнаете». Клауде хорошо отзывается и о графической части Cabela’s 4x4 Off-Road Adventure в целом: «графика в игре очень хорошая: она показывает природу такой, какая она есть — дикой и красивой». Критик отмечает, что если врезаться в дерево, с него посыплются листья. Впрочем, рецензент подмечает и пару недоработок: кусты могут «проходить» сквозь автомобиль, а ещё его корпус остаётся совершенно целым несмотря на любые полученные повреждения внутренних деталей. Зальцман, наоборот, пишет, что кустарники реалистично отклоняются при соприкосновении с авто, что качественно выделяет игру на фоне других современных ей. В «Навигаторе игрового мира», давая в целом отрицательную оценку графике, делятся впечатлением, что машина «слегка летит над трассой». Резко отрицательной была оценка графической составляющей Cabela’s 4x4 Off-Road Adventure от критика журнала «Шпиль!» Юрия Гладкого: «Лажа полная». Гладкий считает, что наиболее удачно в игре реализованы земля и валуны, а сами автомобили — не в такой степени. «У меня сложилось впечатление, что их лепили из той же пресловутой грязи», — пишет критик, помимо этого нелестно отзываясь и об игровых спецэффектах.
Скотт Стайнберг называет звуковые эффекты внедорожников «убедительно реалистичными», в то время как Энтони Бэйз не находит их таковыми и пишет, что они «очевидно не являются семплами реальных зверей из металла». Клауде из журнала Level не рассматривает звуковое наполнение Cabela’s 4x4 Off-Road Adventure подробно, но поставил ему высокую оценку в 14 баллов из 15. Логвинов в своей краткой рецензии ограничился резким комментарием: «Звук с музыкой как бы от балды сделан».